# Mario Cesco
| Odkryte planetoidy: 6 | Odkryte planetoidy: 6 |
| --------------------- | --------------------- |
| (7808) Bagould        | 5 kwietnia 1976       |
| (8780) Forte          | 13 czerwca 1975       |
| (9515) Dubner         | 5 września 1975       |
| (11441) Anadiego      | 31 grudnia 1975       |
| (26792) 1975 LY       | 8 czerwca 1975        |
| (27656) 1974 OU1      | 26 lipca 1974         |

Mario Reinaldo Cesco – astronom argentyński. Syn Carlosa Ulrrica Cesco, również astronoma. Pracuje w Obserwatorium Féliksa Aguilara. W latach 1974–1976 odkrył sześć planetoid.